# Saint-Julien-d'Intres
Saint-Julien-d'Intres es una comuna francesa situada en el departamento de Ardèche, de la región de Auvernia-Ródano-Alpes, creada el 1 de enero de 2019.

## Geografía
Está ubicada en el noroeste del departamento, cerca de Alto Loira.

## Historia
Fue creada el 1 de enero de 2019 con la unión de las comunas de Intres y Saint-Julien-Boutières.